# 霞鸣街站
霞鸣街是杭州地铁6号线（未来为杭州地铁12号线）的一个车站，位于中华人民共和国浙江省杭州市西湖区转塘街道象山路与霞鸣街交叉口，沿象山路南北向布置，附近是凤凰公园，靠近凌家桥社区。，于2020年12月30日开通运营。

## 结构
霞鸣街站为地下二层岛式站台，车站结构宽约21.3米，总长约275.6米，深约17米，设4个出入口。

## 历史
- 2016年5月19日，车站开工。[4]